# Apeadeiro de São Bartolomeu
O Apeadeiro de São Bartolomeu, originalmente denominado de São Bartholomeu, foi uma interface da Linha do Algarve, que estava situada na cidade de Olhão, em Portugal. Era servido apenas por comboios regionais, tendo sido muito utilizado pelos habitantes de Olhão, como alternativa à estação principal.

## História

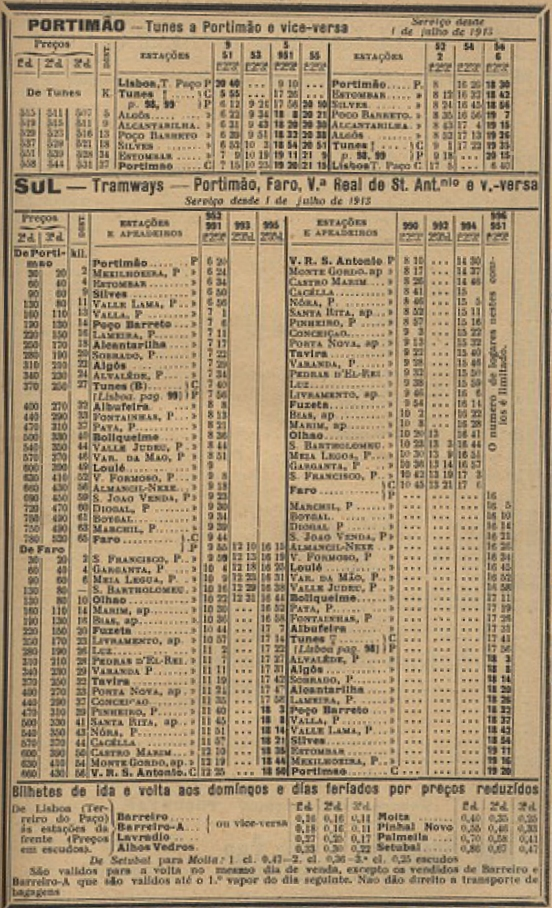
Horários de 1913, onde esta gare aparece com o nome original, São Bartholomeu.

Este apeadeiro situava-se no troço entre Faro e Olhão, que entrou em exploração no dia 1 de Maio de 1904. Ainda esteve em funcionamento durante muitos anos, tendo sido encerrado pela empresa Caminhos de Ferro Portugueses em 1990 devido a problemas de segurança, relacionados com a passagem rodoviária junto ao apeadeiro.